# MCソラー
MCソラー（MC Solaar、1969年3月5日 - ）は、セネガルのダカール出身で、フランスで活動するフランス語のラッパーである。本名はクロード・ムバラリ（Claude M'Barali）。

## 来歴
両親はチャド人。生後6カ月でフランス移住、ヴィルヌーヴ＝サン＝ジョルジュで育った。大学で哲学を学び、1990年にデビュー・シングルを発表。翌1991年にはファースト・アルバム『MCソラー』＝『Qui sème le vent récolte le tempo』（「風をまく者はテンポを刈り入れる」の意。フランスの諺「Qui sème le vent récolte la tempête」＝「風をまく者は嵐を刈り入れる」すなわち「身から出た錆」をもじったタイトル）を発表し、30万枚以上を売り上げるフランスのプラチナディスクとなった。
以後、スタイルを少しずつ変えながら多くのアルバムを発表。NTMやIAMとともに1990年代前半、フランス語ラップをフランスに定着させた草分け的存在と見なされている。

## ディスコグラフィ

### スタジオ・アルバム
- 『MCソラー』 - Qui sème le vent récolte le tempo (1991年)
- 『プローズ・コンバット』 - Prose combat (1994年)
- 『パラダイス』 - Paradisiaque (1997年)
- MC Solaar (1998年)
- 『MCソラー 5』 - Cinquième As (2001年)
- Mach 6 (2003年)
- Chapitre 7 (2007年)
- Géopoétique (2017年)

### ライブ・アルバム
- Le tour de la question (1998年)

### コンピレーション・アルバム
- Magnum 567 (2010年)